# Henry Alford
Henry Alford (Londres, 10 de octubre de 1810-12 de enero de 1871), Doctor en Teología y deán de Canterbury (1857-71), fue uno de los eclesiásticos más variadamente consumados de su tiempo ―poeta, predicador, pintor, músico, erudito bíblico, crítico y filólogo―. La que eventualmente resultaría ser la más noble de todas sus empresas literarias, su monumental edición comentada del Nuevo Testamento en griego, absorbió por completo su atención durante veinte años consecutivos. Fue uno de los hombres más versátiles y uno de los autores más prolíficos de su tiempo, consistiendo sus obras en cerca de 50 volúmenes, incluyendo poesía (La escuela del corazón y El abad de Muchelnaye, y una traducción de la Odisea), crítica, sermones, etc.

## Vida

### Orígenes
Provenía de una familia de Somersetshire, de la cual surgieron cinco generaciones consecutivas de clérigos de cierta distinción en la Iglesia de Inglaterra. El primero de ellos, su tatara-tatarabuelo Thomas, que murió en 1708, fue durante muchos años vicario de Curry Rivell, cerca de Taunton ―un medio de vida que pasaría de uno a otro de sus descendientes―. Alford era hijo del reverendo Henry Alford, vicario de Ampton, cerca de Bury St. Edmunds, una parroquia que posteriormente dejaría por la de Aston Sandford, cerca de Thame. Nació en Londres, el 10 de octubre de 1810. Su madre murió en el parto, y los primeros años de Alford transcurrieron con su padre viudo, que era coadjutor de Steeple Ashton (Wiltshire). También pasó mucho tiempo con la familia de su tío, el reverendo Samuel Alford, de Heale House, en la parroquia de Curry Rivell, cerca de Taunton, parroquia de la cual sus antepasados durante dos generaciones habían sido vicarios. Alford fue un muchacho extremadamente precoz, y antes de los diez años había escrito varias odas latinas, una historia de los judíos y una serie de esbozos de homilética.

### Formación
A la edad de nueve años fue enviado a una escuela regentada por el reverendo B. Jeanes, ministro congregacionalista en Charmouth, y estuvo sucesivamente en una escuela privada de Hammersmith, en la escuela primaria de Ilminster, y en Aston (Suffolk) como alumno particular del reverendo John Bickersteth, con cuyos hijos (el futuro deán de Lichfield y el futuro obispo de Ripon) formó una estrecha amistad. Después de un curso en una escuela peripatética fue a Cambridge en 1827 como becario del Trinity. Obtuvo la beca Bell en 1831, y se graduó 8º en Clásicos y 34º wrangler en enero de 1832.

### Madurez y últimos años
En 1835 contrajo matrimonio con su prima, Fanny Alford, hija de Mr. Alford de Heale House (Curry Rivell), anteriormente mencionado. Su actividad era incesante e indujo un prematuro quebranto de su salud, que desembocó en su muerte el 12 de enero de 1871. La inscripción en su tumba, elegida por él mismo, reza: "Diversorium Viatoris Hierosolymam Proficiscentis".
De niño era delicado, y nunca tomó parte en los ejercicios atléticos; pero de adulto poseía extraordinarios poderes de trabajo mental, y viajó también mucho tanto por Inglaterra como por el Continente. Poseía escasa o ninguna fortuna, e hizo su camino valiéndose de sus propios esfuerzos. Su precoz matrimonio le dejó únicamente cuatro hijos, dos de los cuales, los únicos varones, murieron en su niñez. Sus dos hijas contrajeron matrimonio en vida de su padre. Hacia el final de su vida adquirió una casa, Vine's Gate, cerca de Sevenoaks, como residencia de verano para sus períodos de ausencia de Canterbury. Su vida doméstica fue peculiarmente feliz, y tenía un amplio círculo de amigos, entre los cuales los más íntimos eran el reverendo E. T. Vaughan, de Harpenden (Hertfordshire), y el reverendo J. H. Hamilton, vicario de la Iglesia de San Miguel, en Chester Square (Londres), y posteriormente canónigo de Rochester. Fue amigo de la mayoría de sus eminentes coetáneos, y era muy querido por su carácter amable.
Su actividad y su facultad para una labor intelectual prolongada eran muy notables. Pasaba rápidamente y sin descanso de una ocupación a otra. Cuando comenzó su Nuevo Testamento estaba trabajando siete horas al día con sus alumnos, además de estar al cargo de una parroquia y de tener que cuidar de una familia; y a lo largo de su vida su nivel de trabajo estuvo en una magnitud similar. Poseía un optimismo extraordinario; pero los efectos del sobreesfuerzo empezaron a ejercer influencia sobre él unos diez años antes de su muerte, y se vio obligado a tomarse frecuentes períodos de reposo, mayormente en forma de viajes al extranjero, que se hicieron más largos y frecuentes. Su muerte, antes de cumplir los sesenta y un años, fue repentina, y no parece haber tenido ninguna otra causa sino el agotamiento de su energía vital.

## Carrera eclesiástica
Su desarrollo religioso fue precoz. A los diez años escribió un breve sermón. A los quince redactó una extensa y seria carta a su prima (posteriormente su esposa), que estaba entonces a punto de recibir la confirmación. Desde su más temprana edad había considerado la posibilidad de recibir la ordenación, y sus cartas y diarios muestran que este propósito estuvo siempre presente en él. Su formación inicial fue en la escuela evangélica; hasta cierto punto se dejó llevar por el movimiento clerical de los años 1835-42, pero adoptó claramente el fundamento protestante para sus convicciones religiosas y eclesiásticas, y se esmeró en reconocer a los principales ministros inconformistas (sin exceptuar a los unitarios), hacia quienes su generoso sentimiento era completamente recíproco. Fue ordenado en 1833 como coadjutor de la parroquia de su padre en Ampton, y de inmediato se lanzó formalmente a la labor parroquial, construyendo escuelas y restaurando la iglesia de un modo que en aquel momento resultaba bastante fuera de lo común. Poseía una gran desenvoltura para la prédica, y adoptó variados estilos, desde el tratado serio hasta la alocución extemporánea, en todos los cuales tuvo éxito, ayudando su voz clara de barítono a una buena declamación. Fue elegido para una beca en el Trinity en 1834, pero a principios del siguiente año aceptó del college el vicariato de Wymeswold (Leicestershire). Allí continuaría durante dieciocho años, comprometido en la labor parroquial y en la enseñanza; el ofrecimiento dos veces repetido de un obispado colonial no logró sacarlo de su retiro.
Durante los años 1841-42 fue también conferenciante hulseano en Cambridge, y publicó en dos volúmenes las conferencias sobre La consistencia de la conducta divina en la revelación de las doctrinas de la Redención; sostenidamente se construyó una reputación como erudito y predicador, que se habría visto incrementada de no haber sido por sus prolijas divagaciones en los ámbitos de la poesía menor y de la edición de revistas. En 1853 se mudó a Londres, y se convirtió en ministro de la capilla de Quebec en Marylebone, donde tuvo una amplia y bien educada feligresía. En marzo de 1857 el vizconde de Palmerston le ascendió al deanato de Canterbury, donde, hasta su muerte, viviría la misma vida agotadora y diversificada que siempre le había caracterizado. En Canterbury instituyó el sermón dominical vespertino, y dio conferencias y predicó continuamente allí y en Londres; fundó una sociedad coral para el cultivo de la música, y en especial para la ejecución de oratorios en la catedral. También se tomó un gran interés en la restauración de la catedral y de los edificios colindantes. La nueva King's School, la exposición de los arcos del hospicio, y la rehabilitación de la torre sur normanda y del pórtico, fueron ejecutadas bajo su dirección; las estatuas en el pórtico y la fachada oeste fueron sufragadas por suscripciones planteadas por él, y las curiosas columnas romanas de Reculver fueron colocadas por él en el jardín del baptisterio.

## Carrera literaria y artística
Alford tenía un temperamento poético sin afectación, y su talento fue aireado por la sociedad en la que se mezcló cuando estuvo en Cambridge, que incluía a los Tennyson, Arthur Hallam, Trench, Blakesley, Charles Merivale, Spedding, Brookfield, Thompson (posteriormente director del Trinity College) y Christopher Wordsworth. Publicó varios volúmenes de poemas propios. Su primera publicación fue un volumen de poemas editado antes de cumplir los veintidós años, que sería posteriormente reeditado con adiciones, conjuntamente con un poema extenso, La escuela del corazón, en 1835, y más tarde (1841) otro pequeño volumen titulado El abad de Muchelnaye, con sonetos, etc. Más adelante publicaría una traducción de la Odisea en verso blanco. Sus poemas fueron sumamente encomiados por Wordsworth, el poeta, con quien tuvo algún contacto, y fueron favorablemente reseñados en la Edinburgh Review y otras revistas. Escribió también numerosos himnos, dos de los cuales, el himno a la cosecha "Come, ye thankful people, come", y el himno bautismal "In token that thou shalt not fear", se han ganado una muy alta posición. Comenzó a publicar sermones durante su estancia en Wymeswold; en Quebec Chapel publicaría hasta siete volúmenes. Escribió un célebre manual de lenguaje, Un alegato a favor del inglés de la reina (1863), y fue el primer director de The Contemporary Review (1866-70). Su mayor fama, sin embargo, descansa sobre su monumental edición del Nuevo Testamento en griego (4 volúmenes), que le ocupó desde 1841 hasta 1861. Reconoció desde el principio la superioridad de los críticos alemanes, y en 1847 estuvo en Bonn durante tres meses para dominar la lengua. Adoptó un texto tomado principalmente de Buttmann y Lachmann, pero corregido más tarde con ayuda de las obras de Tregelles y Tischendorf. En esta obra puso por vez primera ante los estudiantes ingleses un esmerado cotejo de las interpretaciones de los principales manuscritos y de las investigaciones de los eruditos continentales más maduros del momento. De carácter más filológico que teológico, marcó un cambio de época de los antiguos comentarios homiléticos, y aunque investigaciones más recientes, patrísticas y papirológicas, han cambiado en gran medida el método exegético del Nuevo Testamento, la obra de Alford sigue siendo una cantera de la que el estudiante puede extraer un buen provecho. Las referencias a pasajes que ilustran el uso de palabras en griego helenístico son originales y trascendentes. Las notas exhiben en toda la obra un criterio independiente y firme, ocasionalmente precipitado y perentorio, pero que ofrece al alumno los medios para formarse su propia opinión. Su punto de vista teológico es el de una fe liberal en la inspiración; se aparta distintivamente de la teoría mecánica y verbal, y, por otro lado, del manejo más libre del Nuevo Testamento por parte de escritores como el profesor Jowett. Su obra constituye un hito en los estudios bíblicos en Inglaterra; y, aunque partes separadas del Testamento en griego han sido desde entonces más extensamente tratadas que otras, todavía no es abordado como un todo. Alford siguió en esta obra en gran medida los pasos de los críticos alemanes, manteniendo, no obstante, una posición liberal moderada; y fue durante mucho tiempo la obra de referencia sobre el tema en Inglaterra.
Su Nuevo Testamento para los lectores ingleses, una adaptación de las notas del Testamento en griego para uso de aquellos que no leen griego, fue iniciado una vez que el Testamento en griego estuvo terminado. También emprendió, durante la elaboración del Testamento en griego, una versión revisada en inglés. En fechas posteriores y hasta su muerte, fue naturalmente uno de los líderes del grupo para la revisión del Nuevo Testamento en inglés. En el último año de su vida emprendió un comentario sobre el Antiguo Testamento, que en el momento de su muerte solo llegaba al vigésimo quinto capítulo del Éxodo. Además de las obras anteriormente mencionadas, escribió Capítulos sobre los poetas griegos (1841). Sus obras fueron muy diversas, incluyendo selecciones de prosa y poesía inglesas para su traducción a las lenguas clásicas y viceversa, conferencias sobre poesía descriptiva inglesa, y muchos otros temas. Editó las obras del Dr. Donne, en siete volúmenes de J. W. Parker, en 1839. Fue director del Dearden's Magazine, publicado al mismo tiempo en Nottingham. En su vida postrera, fue el primer director de The Contemporary Review, y fue un colaborador habitual de ésta, de Good Words y del Sunday Magazine. Ciertamente, fue uno de los escritores más prolíficos de su época. La lista de sus obras, con una breve enunciación de sus temas, ocupa un apéndice de 15 páginas a su Vida. Comprenden 48 volúmenes, algunos de los cuales son pequeños, pero otros, como los Poemas y el Testamento en griego, sumamente laboriosos; 104 artículos en revistas, y 21 piezas breves, himnos, sermones o tratados sueltos.
Fue también un consumado artista y músico. Compuso piezas para piano, órgano y música vocal; él mismo las cantaba y las tocaba. Poseía una considerable destreza mecánica, y tallaba en madera. Alford fue un artista nada despreciable, como demuestra su álbum ilustrado La Riviera (1870), con litografías en color de ilustraciones en acuarela suyas, que fue una de sus últimas publicaciones. Su Testamento en griego y otras obras bíblicas, sin embargo, constituyen su principal reivindicación de gratitud y fama.
Aunque era un erudito juicioso, y notable por su espléndida versatilidad, fue menos por la brillantez de sus logros que por la mera fuerza de la más diligente perseverancia como logró finalmente abrirse paso y disponer del reconocimiento de sus contemporáneos. Su Vida, escrita por su viuda, apareció en 1873 (Rivington).